# José Antonio Ruiz de Bustamante
José Antonio Ruiz de Bustamante y Gutiérrez del Castillo (San Felipe de Chihuahua, 18 de marzo de 1788-íbid., 16 de mayo de 1840) fue un político mexicano de origen novohispano. Fue diputado y gobernador del estado de Chihuahua.

## Origen y estudios
José Antonio Ruiz de Bustamante nació en la entonces villa de San Felipe de Chihuahua, hijo de Juan José Ruiz de Bustamante, originario de la ciudad española de Santander, y de Micaela Gutiérrez del Castillo, hija del entonces corregidor de la villa de Chihuahua, Antonio Gutiérrez del Castillo, quien además fue su padrino de bautismo.
Realizó sus estudios básicos en la villa de Chihuahua y al concluirlos fue enviado por su familia a continuarlos en la Ciudad de México, donde realizó los preparatorios y profesionales que lo llevaron a titularse como abogado. Al lograr su título profesional, retornó a Chihuahua donde se dedicó al ejercicio de dicha profesión.

## Cargos públicos
En 1818 ocupó el primer cargo público, al ser electo alcalde ordinario de primer voto al Ayuntamiento de Chihuahua. Tras ello, trasladó su residencia a la entonces ciudad de Valladolid para establecer su práctica legal, ahí se encontraba al consumarse la independencia de México en 1821 y en 1824 fue elegido como uno de los primeros diputados federales en representación de Chihuahua al 1.er Congreso Constitucional que se instaló el 1 de enero de 1825 y durante la cual llegó a presidir de la Cámara de Diputados.
En 1826 el Congreso de Chihuahua estableció la organización del Supremo Tribunal de Justicia del estado y lo nombró Magistrado del mismo, cesando en dicho cargo el 12 de diciembre del mismo año en que la misma corporación lo eligio gobernador de Chihuahua para concluir el cuatrienio que concluiría en 1830 y para el que habría sido electo Simón Elías González. Asumió la gubernatura el 29 de marzo de 1827, y durante su periodo se empeñó sobre todo en regular la administración de la justicia en el naciente estado, adoptando el Código Penal español, reglamentando la Imprenta Oficial y estableciendo por primera ocasión una ley reglamentaria de la relación entre amos y sirvientes. Además su gobierno fue el primero que conmemoró de forma oficial las fiestas patrias de los días 15 y 16 de septiembre.
Renunció a la gubernatura del estado el 2 de octubre del mismo 1827 aduciendo motivos de salud y retornó al cargo de magistrado del Supremo Tribunal de Justicia, del que poco tiempo después se convirtió en presidente. En 1837 fue vocal de la Junta Departamental establecida por la nueva constitción, las Siete Leyes y tras ello volvió a su cargo de magistrado, en donde permaneció hasta ocurrir su fallecimiento el 16 de mayo de 1840 en la ciudad de Chihuahua.